# 明毛翅尺蛾
明毛翅尺蛾（学名：Trichopteryx fusconotata）为尺蛾科毛翅尺蛾屬下的一个种。